# Without Pity: A Film About Abilities
Without Pity: A Film About Abilities é um documentário produzido pela HBO em 1996, dirigido por Michael Mierendorf e narrado pelo ator Christopher Reeve. O documentário descreve histórias de deficientes físicos e a determinação deles para superar suas limitações.